# Croton russulus
Espèce
Classification APG II (2003)
Croton russulus est une espèce de plantes à fleurs du genre Croton et de la famille des Euphorbiaceae, présente au Brésil (Minas Gerais).